# Yaakov Yehuda Aryeh Leib Frenkel
Yaakov Yehuda Aryeh Leib Frenkel (in ebraico יעקב יהודה אריה ליב פרענקיל‎?) (Satu Mare, 1850 – Satu Mare, 12 giugno 1940) fu un rabbino e mistico ebreo, noto anche con l'appellativo Gevuras Aryeh per la sua opera principale. Fu rabbino di Piricse e rinomato cabalista, producendo inoltre molte opere esegetiche.
Suo padre fu Rabbi Yom Tov Tzvi, che a sua volta era figlio di Rabbi Yaakov della città di Oshvar. In gioventù Rabbi Frenkel fu discepolo di Rabbi Yekusiel Yehuda Teitelbaum (1808–1883), noto come il Yetev Lev. In maturità, dovendo guadagnarsi da vivere, Rabbi Frenkel accettò un posto da insegnante a Spinka, dietro raccomandazione di Rabbi Teitelbaum. A Spinka, Rabbi Frenkel divenne il compagno di studi di Rabbi Joseph Meir Weiss (1838–1909). Successivamente, Rabbi Frenkel fu nominato rabbino di Piricse, in Ungheria, posizione che tenne per oltre 50 anni. Quando si mise in pensione, si ritirò Satu Mare, dove venne sempre considerato un'importante  autorità rabbinica.

## Opere
Sebbene Rabbi Frenkel avesse scritto numerose opere, a causa di difficoltà finanziarie fu in grado di pubblicarne solo cinque. Il resto dei suoi manoscritti fu distrutto nell'Olocausto.
- Nel 1909 Rabbi Frenkel pubblicò anonimamente un suo libro intitolato Maggid Sheni (in ebraico מגיד שני על המשנת  חסידים‎?) - opera cabalistica sul secondo volume di Mishnas Chassidim. Il libro fu ripubblicato nel corso della vita dell'autore, nel 1930, e da allora è stato edito numerose volte.
- Nel 1915 Rabbi Frenkel pubblicò il  primo volume del suo lavoro intitolato Gevuras Aryeh (in ebraico גבורת אריה‎?) - opera cabalistica sul commentario della Torah di Nachmanide (il Ramban). Il secondo volume venne pubblicato nel 1924. Entrambi i volumi furono ristampati come unico libro nel 1932. Il libro fu ripubblicato nel 1990 da "Machon Sharei Ziv" della Yeshiva Shar HaShamayim, una yeshivah per lo studio della Cabala a Gerusalemme, dove l'opera viene studiata regolarmente.[4]
- Nel 1927 Rabbi Frenkel pubblicò il suo libro dedicato alla Halakhah ("Treifos") intitolato Migdinos Maharil (in ebraico מגדנות מהרי"ל‎?). L'opera fu stampata a Șimleu Silvaniei; nell'introduzione Rabbi Frenkel scrive che il voluminoso libro è solo la prima parte dei suoi manoscritti in materia, spiegando che in quel periodo non poteva pubblicare il resto, a causa di problemi finanziari; esprimeva comunque il desiderio di pubblicare la parte rimanente dell'opera in un prossimo futuro (come aveva fatto precedentemente col suo libro Gevuras Aryeh). Tale desiderio non  si materializzò mai ed i manoscritti furono distrutti nell'Olocausto.
- Non si conosce la data esatta della pubblicazione del libro di Rabbi Frenkel intitolato Shevach Lefi (in ebraico שבח לפי‎?), commentario della Haggadah Shel Pesach. Tuttavia, poiché l'autore nella sua introduzione al libro si riferisce alla sua opera del 1927 intitolata Migdinos Maharil, e poiché l'edizione del 1930 di Maggid Sheni fa riferimento a "Shevach Lefi", si può dedurre che debba essere stata pubblicata tra il 1927 ed il 1930. Il libro fu ripubblicato da Rabbi Dr. Ari Edelstein, nipote di Rabbi Frenkel, nel 1994 a New York.
- Nel 1937, solo tre anni prima della morte, Rabbi Frenkel pubblicò la sua opera ultima, intitolata Likutei Maharil (in ebraico ליקוטי מהרי"ל‎?) - un commentario della Torah.